# Nadorożna
Nadorożna (ukr. Надорожна) – wieś na Ukrainie w rejonie tłumackim obwodu iwanofrankiwskiego.
Pod koniec XIX w. wieś w powiecie tłumackim. 
W II Rzeczypospolitej wieś w powiecie tłumackim województwa stanisławowskiego.
17 marca 1944 nacjonaliści ukraińscy z OUN-UPA zamordowali tutaj 37 Polaków.